# TUBB2B
TUBB2B (англ. Tubulin beta 2B class IIb) – білок, який кодується однойменним геном, розташованим у людей на 6-й хромосомі. Довжина поліпептидного ланцюга білка становить 445 амінокислот, а молекулярна маса — 49 953.
| 10         |  | 20         |  | 30         |  | 40         |  | 50         |
| ---------- |  | ---------- |  | ---------- |  | ---------- |  | ---------- |
| MREIVHIQAG |  | QCGNQIGAKF |  | WEVISDEHGI |  | DPTGSYHGDS |  | DLQLERINVY |
| YNEATGNKYV |  | PRAILVDLEP |  | GTMDSVRSGP |  | FGQIFRPDNF |  | VFGQSGAGNN |
| WAKGHYTEGA |  | ELVDSVLDVV |  | RKESESCDCL |  | QGFQLTHSLG |  | GGTGSGMGTL |
| LISKIREEYP |  | DRIMNTFSVM |  | PSPKVSDTVV |  | EPYNATLSVH |  | QLVENTDETY |
| CIDNEALYDI |  | CFRTLKLTTP |  | TYGDLNHLVS |  | ATMSGVTTCL |  | RFPGQLNADL |
| RKLAVNMVPF |  | PRLHFFMPGF |  | APLTSRGSQQ |  | YRALTVPELT |  | QQMFDSKNMM |
| AACDPRHGRY |  | LTVAAIFRGR |  | MSMKEVDEQM |  | LNVQNKNSSY |  | FVEWIPNNVK |
| TAVCDIPPRG |  | LKMSATFIGN |  | STAIQELFKR |  | ISEQFTAMFR |  | RKAFLHWYTG |
| EGMDEMEFTE |  | AESNMNDLVS |  | EYQQYQDATA |  | DEQGEFEEEE |  | GEDEA      |

A: Аланін

C: Цистеїн

D: Аспарагінова кислота

E: Глутамінова кислота

F: Фенілаланін

G: Гліцин

H: Гістидин

I: Ізолейцин

K: Лізин

L: Лейцин

M: Метіонін

N: Аспарагін

P: Пролін

Q: Глутамін

R: Аргінін

S: Серин

T: Треонін

V: Валін

W: Триптофан

Кодований геном білок за функцією належить до фосфопротеїнів. 
Задіяний у таких біологічних процесах, як нейрогенез, ацетилювання, метилювання. 
Білок має сайт для зв'язування з нуклеотидами, ГТФ. 
Локалізований у цитоплазмі, цитоскелеті.